# The Weinstein Company
The Weinstein Company is een onafhankelijke filmstudio, opgericht door Harvey en Bob Weinstein in 2005 nadat ze het Walt Disney-onderdeel Miramax Films hadden verlaten (welke ze in 1979 samen hadden opgericht). Dimension Films, voorheen onderdeel van Miramax, vertrok ook mee naar The Weinstein Company.
Robert Redford ondersteunt de gebroeders Weinstein in het leiden van het filmbedrijf, evenals Paul Newman dat een tijd deed voor zijn overlijden. De gebroeders Weinstein hebben in het verleden al duidelijk gemaakt dat de primaire functie van The Weinstein Company het distribueren van onafhankelijke films zal zijn en dat productie op de tweede plaats komt (in tegenstelling tot bij Miramax).
Anthony Minghella, Kevin Smith, Robert Rodriguez en Quentin Tarantino hebben al toegezegd films voor het nieuwe bedrijf te gaan produceren en of regisseren.
In 2005 lanceerde The Weinstein Company gelijk een grote hoeveelheid nieuwe films. Enkele films zijn Derailed (met Jennifer Aniston en Clive Owen), het comedy-drama Transamerica (met Felicity Huffman), de computergeanimeerde familiefilm Hoodwinked! en de komedie The Matador (met Pierce Brosnan en Greg Kinnear). De film The King's Speech won op de 83ste Oscaruitreiking 4 Oscars, waaronder voor beste film en beste regisseur.
Begin oktober 2017 kwam Harvey Weinstein in opspraak nadat verschillende vrouwen hem in The New York Times beschuldigd hadden van seksuele intimidatie en ongewenste intimiteiten. In de nasleep van het ophefmakende artikel van de krant werd Weinstein ontslagen als hoofd van de studio. Zijn functie werd nadien overgenomen door zijn broer Bob Weinstein.
Medio juli 2018 werd duidelijk dat TWC werd verkocht aan het in Dallas gevestigde aandelenbedrijf Lantern Capital Partners voor 289 miljoen dollar. Lantern neemt de rechten over op de 277-film bibliotheek van TWC.

## Geselecteerde Weinstein-films
- Derailed (2005)
- The Libertine (2005)
- Transamerica (2005)
- Hoodwinked! (2005)
- Master of the Crimson Armor (originele naam: Wu ji, 2005)
- Mrs. Henderson Presents (2005)
- Wolf Creek (2005)
- The Matador (2005)
- Feast (2005)
- Doogal (2006)
- Pulse (2006)
- Lucky Number Slevin (2006)
- Scary Movie 4 (2006)
- School for Scoundrels (2006)
- Stormbreaker (2006)
- Clerks II (2006)
- Breaking and Entering (2006)
- Quelques jours en septembre (2006)
- Decameron: Angels & Virgins (2007)
- Grindhouse (2007)
- The Last Legion (2007)
- 1408 (2007)
- Killshot (2008)
- Inglourious Basterds (2009) (coproductie met Universal Studios)
- The King's Speech (2010)
- Scream 4 (2011)
- The Artist (2011)
- W.E (2011)
- Silver Linings Playbook (2012)
- Django Unchained (2012) (coproductie met Columbia Pictures)
- The Hateful Eight (2015)
- Paddington (2015)
- The Founder (2016)
- Tulip Fever (2017)